# Hans Georg Wackernagel

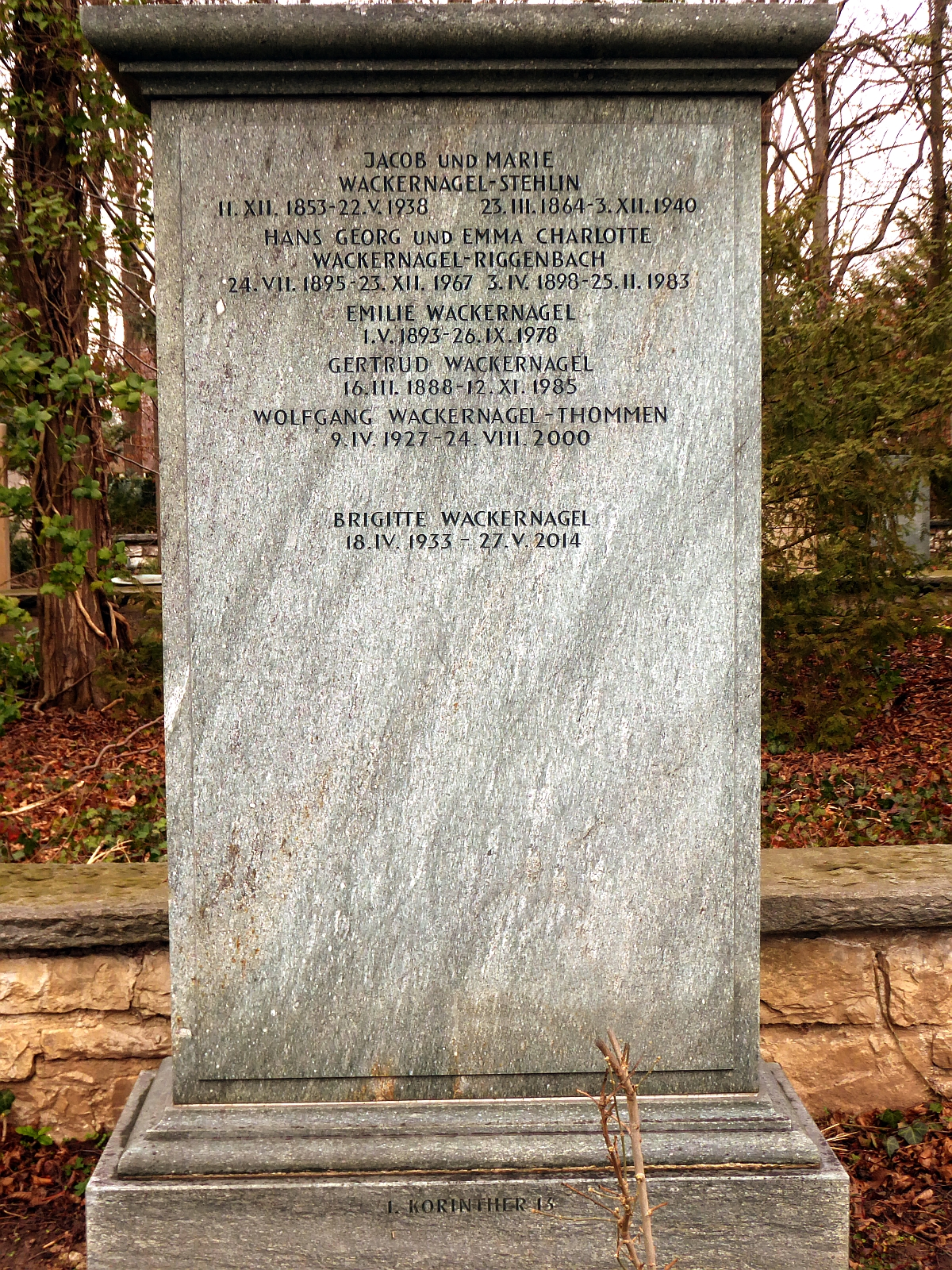
Familiengrab auf dem Friedhof am Hörnli, Riehen, Basel-Stadt

Hans Georg Wackernagel (* 24. Juli 1895 in Basel; † 23. Dezember 1967 in Riehen, reformiert, heimatberechtigt in Basel) war ein Schweizer Historiker und Volkskundler.

## Leben und Werk
Hans Georg Wackernagel, Sohn des Indogermanisten Jacob Wackernagel und Bruder von Jacob Wackernagel jun. sowie Enkel des Germanisten Wilhelm Wackernagel, studierte Geschichte, Altphilologie und Germanistik in Genf und Basel. 1921 wurde er zum Dr. phil. promoviert mit einer Dissertation zur Politik der Stadt Basel in den Jahren 1524–1528. 1930 wurde er Privatdozent und 1938 ausserordentlicher Professor für Historische Hilfswissenschaften und Volkskunde des Mittelalters an der Universität Basel.
Wackernagel schätzte und liebte die Arbeit mit archivalischen Quellen. Vor allem behandelte er Erscheinungen der Schweizer Geschichte unter volkskundlichen Gesichtspunkten. Seine Aufsätze zum Kriegswesen und der Bedeutung von Knabenschaften in der alten Eidgenossenschaft fanden allgemeine Anerkennung. Ab 1941 gab er die Rektoratsmatrikel der Universität Basel heraus. Er leistete Pionierarbeit darin, dass er alle Studenten zu identifizieren versuchte und die Matrikel so für sozial- und wissenschaftshistorische Untersuchungen erschloss.
Hans Georg Wackernagel war ein origineller, ideenreicher und humorvoller Mensch. Er hat verhältnismässig wenig publiziert und blieb zu seinem Leidwesen an der Universität eher Aussenseiter. 1964 erhielt er für seine wissenschaftlichen Verdienste den Wissenschaftspreis der Stadt Basel.

## Schriften (Auswahl)
- Die Politik der Stadt Basel während der Jahre 1524–1528. Basel 1922 (Dissertation)
- Kriegsbräuche in der mittelalterlichen Eidgenossenschaft. Karl Werner, Basel 1934
- Volkstümliches Leben in früherer Zeit, in: Für die Heimat, Jg. 4, 1942, S. 117 ff. (Digitalisat).
- Die Matrikel der Universität Basel. Bände 1 bis 4, Universitätsbibliothek Basel, Basel 1951–1975 (Herausgeber)
- Altes Volkstum der Schweiz. Gesammelte Schriften zur historischen Volkskunde. Schweizerische Gesellschaft für Volkskunde, Basel 1956 (2. Aufl. 1959)